# 联丰路
联丰路，是浙江省宁波市的一条东西向城市主干道，起点位于环城西路，东接柳汀街，终点位于 望童线，其中机场路至杭甬高速段称为联丰中路，杭甬高速至绕城高速为春华路，因成语春华秋实而得名:207、250，机场路至横街段又称联横线或联集线（机场路至集士港段）:34，编号为X939（原编号为X039），其中环城西路至机场路段全长1.191公里，1993年建环城西路至丽园路段，1997年建丽园路至机场路段:204-205、237，1998年改造，1999年完工:219，2010年再次改造，2011年完工，联丰至集士港公路（机场路至集古路段）全长7.18公里，于2005年通车，2022年机场路至薛家路段完成改造。绕城高速连接线联丰至横街公路（集古路至环镇路段）全长3.46公里，于2011年通车。联丰路西延段（环镇路至桃源书院段）全长2.264公里，于2021年通车，联丰路西延延伸段（桃源书院至望童线段）全长1.066公里，于2023年通车。

## 主要相交道路
- 东接柳汀街
- 联丰路：
  - 环城西路
  - 民丰街
  - 北：丽园北路、南：丽园南路
- 联丰中路：
  - 机场路
  - 北：薛家北路、南：薛家南路
  - 迎春路
  - 北：阳光路、南：新庄路
  - 学院路
  - 环城南路
- 春华路：
  - 聚才路
  - 北：集横路、南：丰成路
  - 北：集丰路、南：科欣路
  - 北：集发路、南：科创北路
  - 秋实路（ 204省道）
  - 香雪路
  - 广盛路
  - 集古路
  - 广蔺路
  - 广茂路
  - 广泽路
- 绕城高速至望童线段：
  -  望童线
  - 环镇东路
  - 宏峰路
  -  望童线